# 沙卡里島
沙卡里島（阿尔巴尼亚语： Ishulli i Shaqarisë  ），是欧洲阿尔巴尼亚北部斯庫台湖中一个小岛。 沙卡里島面積非常小，沙卡里島在巴爾幹半島最大湖泊斯库台湖上，在希羅卡村對面。島上僅建有一座建築物，另建有橋梁與希羅卡村相連。沙卡里島行政上由士科德州管理。